# Яндекс.Маркет
Яндекс.Маркет – заборонений в Україні сервіс для порівняння характеристик товарів і цін на них. Створений і обслуговується компанією Яндекс. Користувачам доступні докладні описи товарів, підбір товару за параметрами, швидкий вибір за допомогою штучного інтелекту Гуру і готових рецептів, відгуки покупців. Інформацію про наявність на складі та ціну на товар сервіс отримує від магазинів-партнерів, яких станом на грудень 2013 року понад чотирнадцять тисяч (точні цифри можна побачити знизу сторінки сервісу). З цих чотирнадцяти тисяч понад 600 магазинів з України.

## Для покупців
Щоб купити товар дешевше, можна вибрати опцію «дізнатися про зниження». Досить вказати ціну, за якою хотілося б придбати товар, і, як тільки ціну буде знижено до заявленої, користувач отримає сповіщенні на e-mail. Додатково можна вказати свій регіон і бажаний рейтинг магазину.
Сервіс доступний мобільним користувачам інтернету; щоб дізнатися про характеристики товару та порівняти ціни в різних магазинах, потрібно сфотографувати штрих-код або набрати назву товару у рядку пошуку.

## Для магазинів
Для магазинів це платний сервіс. Оплата пропорційна кількості залучених потенційних покупців (за переходами на сайт магазину).
З листопада 2013 року діє також нова модель розміщення товарних пропозицій - з оплатою за дію (Cost Per Action, CPA). [Архівовано 11 листопада 2013 у Wayback Machine.]
Щоб розмістити інформацію про товари, магазину необхідно зареєструватися, підготувати файл у форматі YML (Yandex Market Language), CSV або MS Excel та викласти його на сайті Яндекс.Маркета за URL, який був зазначений під час реєстрації.
Асортимент товарів автоматично оновлюється приблизно кожні дві години. Оновлення відбувається за допомогою бота - він викачує прайс-лист за посиланням, яке було вказано магазином при підключенні, та оприлюднює оновлений список товарів і цін. [Архівовано 12 грудня 2013 у Wayback Machine.]

## Цікаві факти
На сторінках з описом цифрових фотоапаратів (а також мобільних телефонів, комунікаторів і смартфонів з камерами) інколи буває посилання «Знімки, зроблені цим пристроєм». За посиланням можна переглянути фото, зняті шуканою камерою, які були завантажені на сервіс Яндекс.Фотки.